# کیسوکه کای
کیسوکه کای (ژاپنی: 甲斐 敬介؛ زادهٔ ۲۲ سپتامبر ۱۹۹۳) یک بازیکن فوتبال اهل ژاپن است.
از باشگاه‌هایی که در آن بازی کرده‌است می‌توان به باشگاه فوتبال رواسو کوماموتو اشاره کرد.